# فینال ای‌اف‌سی کاپ ۲۰۱۲
فینال ای‌اف‌سی کاپ ۲۰۱۲ مسابقه فینال نهمین دوره ای‌اف‌سی کاپ بود که در سال ۲۰۱۲ برگزار شد و الکویت به مقام قهرمانی دست یافت.

## مسابقه
| اربیل | ۰–۴   | الکویت                                           |
| ----- | ----- | ------------------------------------------------ |
|       | گزارش | حمامی ۳' (پنالتی)، ۹۰' · روگرینهو ۴۲' · خمیس ۸۳' |